# Team BridgeLane
El Team BridgeLane, (codi UCI: BLN) és un equip ciclista professional australià. Té categoria Continental, i anteriorment era conegut com a Praties, Genesys Wealth Advisers, Avanti, IsoWhey i Bennelong.

## Història
L'equip va ser creat a Tasmània el 2000 de forma amateur i no va ser fins a l'any 2008 que va tenir llicència de l'UCI. Amb l'entrada del patrocinador neozelandès Avanti, el 2015 va tenir llicència d'aquest país.

## Principals victòries
- Tour de Tasmània: Richie Porte (2008), Nathan Haas (2011)
- Herald Sun Tour: Nathan Haas (2011)
- Japan Cup: Nathan Haas (2011)
- New Zealand Cycle Classic: Nathan Earle (2013), Taylor Gunman (2015), Ben Alexander O'Connor (2016), Joseph Cooper (2017)
- Tour de Southland: Mitchell Lovelock-Fay (2014)
- REV Classic: Patrick Bevin (2015)
- Volta a Okinawa: Jason Christie (2015)
- Tour de Taïwan: Robbie Hucker (2016)
- Tour del Japó: Chris Harper (2019)

### Grans Voltes
- Tour de França
  - 0 participacions

- Giro d'Itàlia
  - 0 participacions

- Volta a Espanya
  - 0 participacions

## Classificacions UCI
L'equip participa en les proves dels circuits continentals i principalment en les curses del calendari de l'UCI Oceania Tour i UCI Àsia Tour. Aquesta taula presenta les classificacions de l'equip als circuits, així com el seu millor corredor en la classificació individual.
UCI Àsia Tour
| Temporada | Classificació per equips | Millor ciclista en la classificació individual |
| --------- | ------------------------ | ---------------------------------------------- |
| 2009      | 46è                      | Richie Porte (191è)                            |
| 2010      | 26è                      | Joel Pearson (70è)                             |
| 2011      | 64è                      | Anthony Giacoppo (322è)                        |
| 2012      | 9è                       | Anthony Giacoppo (27è)                         |
| 2013      | 14è                      | Nathan Earle (24è)                             |
| 2014      | 21è                      | Neil Van der Ploeg (43è)                       |
| 2015      | 9è                       | Patrick Bevin (7è)                             |
| 2016      | 8è                       | Robbie Hucker (51è)                            |
| 2017      | 3r                       | Cameron Bayly (16è)                            |
| 2018      | 13è                      | Anthony Giacoppo (62è)                         |

UCI Europa Tour
| Temporada | Classificació per equips | Millor ciclista en la classificació individual |
| --------- | ------------------------ | ---------------------------------------------- |
| 2009      | 88è                      | Richie Porte (207è)                            |
| 2011      | 112è                     | Nathan Earle (1020è)                           |
| 2013      | 96è                      | Campbell Flakemore (230è)                      |
| 2014      | 83è                      | Jack Haig (270è)                               |
| 2015      | 126è                     | Jason Christie (964è)                          |
| 2016      | 100è                     | Anthony Giacoppo (654è)                        |
| 2017      | 103è                     | Cameron Bayly (904è)                           |
| 2018      | 116è                     | Chris Harper (1.065è)                          |

UCI Oceania Tour
| Temporada | Classificació per equips | Millor ciclista en la classificació individual |
| --------- | ------------------------ | ---------------------------------------------- |
| 2008      | 7è                       | Richie Porte (14è)                             |
| 2009      | 5è                       | Richie Porte (16è)                             |
| 2010      | 16è                      | William Clarke (41è)                           |
| 2011      | 2n                       | Nathan Haas (2n)                               |
| 2012      | 5è                       | Campbell Flakemore (12è)                       |
| 2013      | 1r                       | Nathan Earle (2n)                              |
| 2014      | 1r                       | Brenton Jones (3r)                             |
| 2015      | 1r                       | Taylor Gunman (3r)                             |
| 2016      | 1r                       | Sean Lake (1r)                                 |
| 2017      | 2n                       | Sean Lake (4t)                                 |
| 2018      | 1r                       | Chris Harper (1r)                              |
| 2019      | 1r                       | Chris Harper (8è)                              |